# Kwatermistrzowie oddziałów artylerii II Rzeczypospolitej
Kwatermistrzowie oddziałów artylerii II Rzeczypospolitej – wykaz oficerów Wojska Polskiego, którzy w latach 1924–1939 pełnili służbę na etatowych stanowiskach kwatermistrzów oddziałów artylerii.
W 1924, w nowej organizacji pokojowej oddziałów artylerii, utworzono stanowisko kwatermistrza. 1 kwietnia 1938 stanowisko kwatermistrza zostało zamienione na stanowisko II zastępcy dowódcy (zastępcy dowódcy do spraw gospodarczych). W 1939, w organizacji wojennej pułku stanowisko kwatermistrza nie występowało.

## Artyleria lekka
| Stopień, imię i nazwisko                  | Okres pełnionej funkcji           | Kolejne stanowisko służbowe (dalsze losy)        |
| 1 Pułk Artylerii Lekkiej Legionów         | 1 Pułk Artylerii Lekkiej Legionów | 1 Pułk Artylerii Lekkiej Legionów                |
| ----------------------------------------- | --------------------------------- | ------------------------------------------------ |
| mjr art. Michał Gałązka                   | 1 VII 1924 – 12 XI 1925           | dowódca I dyonu                                  |
| mjr art. Zygmunt Fischer                  | 12 XI 1925 – IX 1927              | wykładowca OSArt.                                |
| mjr art. Jan Woźniakowski                 | do XI 1928                        | p.o. komendanta placu Lwów                       |
| mjr art. Jerzy Leonhard                   | XII 1932 – 1937                   | zastępca dowódcy 15 pal                          |
| mjr art. Bolesław Suszyński               | do 24 VIII 1939                   | dowódca III dyonu                                |
| 2 Pułk Artylerii Lekkiej Legionów         |                                   |                                                  |
| mjr / ppłk art. Jan Bokszczanin           | 1 VIII 1924 –                     |                                                  |
| mjr art. Jan Cudek                        | IV 1928 – III 1931                | dowódca dywizjonu                                |
| mjr art. Józef Droba                      | III 1931 – 1937?                  | I zastępca dowódcy 4 pal                         |
| mjr art. Józef Tomasz Porębny             | 1937? – 1939                      | dowódca III/55 pal                               |
| 3 Pułk Artylerii Lekkiej Legionów         |                                   |                                                  |
| mjr art. Adam Epler                       | 15 VII 1924 – 1926                | zastępca dowódcy pułku                           |
| mjr art. Mikołaj Ordyczyński              | do XI 1928                        | Centrum Wyszkolenia Artylerii                    |
| mjr art. Zygmunt I Kucharski              | XI 1928 – III 1930                | dowódca dywizjonu                                |
| mjr art. mgr Michał II Terlecki           | III 1930 – VI 1933                | dowódca dywizjonu                                |
| mjr art. Teofil Szadziński                | od VI 1933                        | zastępca dowódca 18 pal                          |
| mjr art. Józef Michał Białły              | do VIII 1939                      | dowódca I dyonu 51 pal                           |
| 4 Pułk Artylerii Lekkiej                  |                                   |                                                  |
| kpt. art. Stanisław Giebułtowicz          | 15 VII – X 1924                   | p.o. dowódcy II dyonu                            |
| mjr art. Józef I Kozłowski                | 1924 – II 1926                    | kierownik I referatu PKU Kościerzyna             |
| mjr art. Tadeusz Rawski                   | 1928 – IV 1929                    | zastępca dowódcy 30 pap                          |
| mjr art. Zygmunt Lewandowski              | III – 15 XI 1930                  | komendant kursu w CWArt.                         |
| mjr art. Emil Rudolf Loos                 | III 1931 – 20 IX 1933             | zastępca dowódcy 12 pal                          |
| mjr art. Zygmunt Krysztofiak              | VI 1933 – VIII 1935               | komendant OC Powursk                             |
| mjr art. Mieczysław Dunin-Horkawicz       | VIII 1935 – 1938?                 | I zastępca dowódcy 2 pal                         |
| mjr art. Franciszek Kopaczyński           | 1938? –* VIII 1939                | dowódca I dyonu                                  |
| 5 Pułk Artylerii Lekkiej                  |                                   |                                                  |
| mjr art. Jan Filipowicz                   | 15 VII 1924 –                     |                                                  |
| mjr art. Jerzy Wiktor Zaniewski           | 1928 – III 1930                   | dowódca III/21 pal                               |
| mjr / ppłk art. Juliusz Tomaszewski       | III 1930 – IV 1933                | zastępca dowódcy pułku                           |
| mjr art. Mieczysław Hubert                | IV – VIII 1933                    | dowódca dyonu                                    |
| ppłk art. Juliusz Tomaszewski             | VIII 1933 –                       |                                                  |
| mjr art. Adam Melbechowski                | do VIII 1939                      | dowódca III dyonu                                |
| 6 Pułk Artylerii Lekkiej                  |                                   |                                                  |
| kpt. / mjr art. Józef Nytko               | 15 VII 1924 –                     | dowódca III/5 pac                                |
| mjr art. Daniel Rittmann                  | 1928 – III 1930                   | dowódca dyonu 28 pap                             |
| mjr art. Ludwik Moczarski                 | III 1930 – X 1934                 | stan spoczynku z 30 XI 1934                      |
| mjr art. Jan Chodorowski                  | X 1934 –                          |                                                  |
| mjr art. Maksymilian Chojecki             | do VIII 1939                      | dowódca III dyonu                                |
| 7 Pułk Artylerii Lekkiej                  |                                   |                                                  |
| mjr art. Wincenty Zdanowicz               | 1 VII 1924 – XI 1926              | dyrektor nauk SPRArt.                            |
| mjr art. Stanisław Trzos                  | – IV 1927                         | dowódca II dyonu                                 |
| mjr art. Stanisław Asłanowicz             | IV 1927 – IV 1929                 | zastępca dowódcy pułku                           |
| kpt. art. Andrzej Wachowicz               | p.o. VII 1929 – V 1930            | oficer oświatowy                                 |
| mjr art. Konstanty Zaleski                | 8 V 1930 – IV 1933                | dowódca I/20 pal                                 |
| mjr art. Borys Kondracki                  | VI 1933 – IV 1935                 | dowódca dyonu                                    |
| mjr art. Roman Józef Brenner              | IV 1935 – 8 IV 1938               | dowódca II/23 pal                                |
| mjr art. Jan Filipowski                   | 8 IV 1938 – 1939                  | dowódca II dyonu, †1940 Charków                  |
| 8 Pułk Artylerii Lekkiej                  |                                   |                                                  |
| mjr art. Cezary Czajkowski                | 15 VII 1924 –                     |                                                  |
| mjr art. Józef Bocianowski                | do 1929                           |                                                  |
| mjr art. Jerzy Apolinary Chorzewski       | 1930 – 28 VI 1933                 | dowódca dyonu 16 pal                             |
| mjr art. Tadeusz Jan Bojarski             | VI 1933 - 1934                    | stan spoczynku 30 IX 1934                        |
| kpt. art. Jakub Mirosław Sadowski         | p.o. 30 VII 1934 – 2 V 1935       |                                                  |
| mjr art. Stanisław Ratajski               | od IV 1935                        |                                                  |
| mjr art. Włodzimierz Dettloff             | do IX 1939                        | dowódca 71 dal                                   |
| 9 Pułk Artylerii Lekkiej                  |                                   |                                                  |
| mjr art. Jan Drejman                      | 15 VII 1924 –                     |                                                  |
| kpt. art. Rudolf Rosenberg–Łaszkiewicz    | p.o. od XII 1925 – 30 IV 1927     | stan nieczynny                                   |
| mjr art. Roman Palmi                      | VI 1927 – †8 IV 1928              |                                                  |
| mjr art. Antoni Nosowicz                  | IV 1928 – VII 1929                | dyspozycja dowódcy OK IX                         |
| mjr art. Józef Jakub Nowak                | III 1930 – III 1931               | dowódca dyonu 25 pal                             |
| mjr art. Ludwik Iwaszko                   | III 1931 – VI 1933                | dowódca dyonu                                    |
| mjr art. Bolesław Babecki                 | VI 1933 – ?                       | dowódca II dyonu                                 |
| mjr art. Tadeusz Wirth                    | 1939                              | dowódca III/61 pal                               |
| 10 Pułk Artylerii Lekkiej                 |                                   |                                                  |
| mjr art. Wincenty Mirowski                | 1 VII 1924 –                      |                                                  |
| mjr art. Tadeusz Hoszard                  | I 1926 – IV 1928                  | praktyka poborowa w PKU Łódź Miasto              |
| mjr art. Franciszek Busz                  | 1928 – I 1930                     | zastępca dowódcy 1 dyonu pociągów pancernych     |
| mjr art. Stefan Świnarski                 | I 1930 – V 1933                   | dowódca I dyonu                                  |
| mjr art. Edmund Jan Dmowski               | V 1933 - V 1936                   | rejonowy inspektor koni Ostrołęka                |
| mjr / ppłk art. Henryk Dudek              | V 1936 – VIII 1939                | dowódca Oddziału Zbierającego Nadwyżki 10 pal    |
| 11 Pułk Artylerii Lekkiej                 |                                   |                                                  |
| kpt. / mjr art. Juliusz Adam Jeż          | 15 IX 1924 – X 1927               | dowódca III dyonu                                |
| mjr art. Witold Doliwa-Andruszewicz       | XI 1927 – IV 1928                 | dowódca III/25 pap                               |
| mjr art. Mikołaj Alików                   | IV 1928 – IV 1929                 | zastępca dowódcy 11 pap                          |
| mjr art. Kazimierz Cepryński-Ciekawy      | III 1930 – VI 1933                | kwatermistrz 30 pal                              |
| mjr art. Juliusz Filibert Keller          | VI 1934 –                         |                                                  |
| mjr art. Kazimierz Władysław Lorenz       | do VIII 1939                      | dowódca II dyonu                                 |
| 12 Pułk Artylerii Lekkiej                 |                                   |                                                  |
| kpt. / mjr art. Franciszek Wróbel         | 1 IX 1924 –                       |                                                  |
| mjr art. Julian Franciszek Karol Lasko    | IV 1928 – VII 1929                | rejonowy inspektor koni Złoczów                  |
| mjr art. Kazimierz Miąsik                 | III 1930 – IV 1933                | dowódca dyonu 29 pal                             |
| mjr art. Leon Bukojemski                  | IV 1933 –                         |                                                  |
| ppłk art. Tadeusz Słoniewski              | 1939                              |                                                  |
| 13 Pułk Artylerii Lekkiej                 |                                   |                                                  |
| mjr tyt. ppłk art. Borys Kędzirałow       | 15 VII 1924– 1 IX 1925            | dowódca II dyonu                                 |
| mjr art. inż. Antoni I Brzozowski         | 1 IX 1925 – X 1927                | dowódca II dyonu                                 |
| kpt. / mjr art. Włodzimierz Mikucki       | XI 1927 – XII 1929                | rejonowy inspektor koni Jarocin                  |
| mjr art. Władysław Brzozowski             | III 1930 – IV 1933                | dowódca dywizjonu 10 pac                         |
| mjr art. Stanisław Hackel                 | IV 1933 –                         |                                                  |
| mjr art. Bronisław Czołowski              | – VIII 1939                       | dowódca OZN 13 pal, †1940 Katyń                  |
| 14 Pułk Artylerii Lekkiej                 |                                   |                                                  |
| kpt. art. Leon August Jan Rzepecki        | p.o. od 1 VIII 1924               |                                                  |
| kpt. / mjr art. Ignacy Raszewski          | do XII 1926                       | dowódca II dywizjonu                             |
| mjr art. Leon August Jan Rzepecki         | XII 1926 – XI 1928                | dowódca dyonu                                    |
| ppłk art. Platon Mikeładze                | XI 1928 – IV 1929                 | komendant Obozu Ćwiczeń Barycz                   |
| mjr art. Władysław Szwed                  | III 1930 – VI 1933                | dowódca dyonu                                    |
| mjr art. Stanisław Ostapowicz             | VI 1933 – VI 1934                 | dowódca dyonu                                    |
| mjr art. Józef Bocianowski                | od VI 1934                        | stan spoczynku                                   |
| mjr art. Jan Szwed                        | do VIII 1939                      | dowódca III dyonu                                |
| 15 Pułk Artylerii Lekkiej                 |                                   |                                                  |
| mjr art. Zygmunt Kinel                    | 15 VII 1924 – X 1927              | dowódca I/13 pap                                 |
| mjr art. Józef Kuberski                   | X 1927 – III 1930                 | dowódca dyonu                                    |
| mjr art. Władysław II Chmielewski         | III 1930 – IV 1935                | dowódca dyonu                                    |
| mjr art. Tomasz Nowakowski                | IV 1935 – IV 1937                 | zastępca dowódcy 3 pal Leg.                      |
| mjr art. Leon August Jan Rzepecki         | 1939                              |                                                  |
| 16 Pułk Artylerii Lekkiej                 |                                   |                                                  |
| mjr Jan Władysław Ryż                     | 15 VII 1924 –                     | dowódca III dyonu                                |
| mjr art. Wacław Jan Klikowicz             | 1 XII 1924 – X 1927               | dowódca II dyonu                                 |
| mjr art. Hektor Żyliński                  | XI 1927 – III 1930                | dowódca dyonu                                    |
| mjr art. mgr Aleksander Słupczyński       | III 1930 – VI 1933                | dowódca dyonu                                    |
| mjr art. Paweł Piotr Filipowicz           | VI 1933 – IV 1935                 | dowódca dyonu                                    |
| mjr art. Albin Walenty Rak                | do VIII 1939                      | dowódca II/16 pal                                |
| 17 Pułk Artylerii Lekkiej                 |                                   |                                                  |
| mjr art. Otto Seidel                      | 1 VIII 1924 – XII 1925            | dowódca II dyonu                                 |
| kpt. / mjr art. Karol Zborowski           | XII 1925 – X 1927                 | dowódca III dyonu                                |
| mjr art. Łukasz Zwierkowski               | XI 1927 – III 1930                | dowódca dyonu 30 pap                             |
| mjr art. Aleksander Makowitz              | III 1930 – VI 1934                | dowódca dyonu                                    |
| mjr art. Czesław Obtułowicz               | VI 1934 – XI 1935                 | dowódca dyonu 26 pal                             |
| mjr art. Marian Borzysławski              | – VIII 1939                       | dowódca OZN 17 pal                               |
| 18 Pułk Artylerii Lekkiej                 |                                   |                                                  |
| mjr art. Augustyn Gezele                  | 15 VII 1924 –                     |                                                  |
| kpt. / mjr art. Borys Kondracki           | 26 XI 1925 – X 1927               | dowódca dyonu                                    |
| mjr art. Wojciech Bardach                 | X 1927 – VII 1929                 | rejonowy inspektor koni Gniezno                  |
| mjr art. Józef Pędracki                   | 1 VIII 1929 – 31 XII 1929         | stan spoczynku                                   |
| mjr art. Tadeusz I Lisowski               | III 1930 – VI 1933                | dowódca dyonu                                    |
| mjr art. Zygmunt Mierzwiński              | VI 1933 – VI 1934                 | dowódca dyonu 30 pal                             |
| mjr art. Józef Popiel                     | VI 1934 –                         | oficer sztabu dowódcy OPL DOK IV                 |
| mjr art. Zygmunt Mierzwiński              | do VIII 1939                      | dowódca I/18 pal                                 |
| 19 Pułk Artylerii Lekkiej                 |                                   |                                                  |
| mjr art. Brunon Romiszewski               | od VII 1924                       |                                                  |
| mjr art. Julian Żmudziński                | do X 1927                         | dowódca I dyonu                                  |
| mjr art. Stanisław Piwakowski             | XI 1927 – IV 1928                 | dowódca I dyonu                                  |
| mjr art. Jan I Sroczyński                 | IV 1928 – III 1930                | dowódca dyonu 22 pap                             |
| mjr art. Ignacy Schrage                   | III 1930 – III 1932               | dowódca dyonu 6 pac, †1940 Charków               |
| mjr art. Stanisław Piwakowski             | III 1932 – IV 1935                | dowódca dyonu 31 pal                             |
| mjr art. Tadeusz Stefanowicz              | od IV 1935                        | dowódca I dyonu                                  |
| mjr art. Jan Bylczyński                   | 1939                              |                                                  |
| 20 Pułk Artylerii Lekkiej                 |                                   |                                                  |
| kpt. / mjr art. Leon Metelski             | 15 VII 1924 – VI 1927             | dowódca II/26 pap                                |
| mjr art. Adam Litwicki                    | VI 1927 – IV 1928                 | dowódca III/6 pap                                |
| mjr art. Marian Kaźmierczak               | IV 1928 – III 1930                | dowódca dyonu                                    |
| mjr art. Juliusz Filibert Keller          | III 1930 – VI 1933                | dowódca dyonu                                    |
| mjr art. Wacław I Gadomski                | VI 1933 – VIII 1939               | dowódca OZN 20 pal                               |
| 21 Pułk Artylerii Lekkiej                 |                                   |                                                  |
| mjr art. Karol Łopatkiewicz               | od 15 VIII 1924                   |                                                  |
| mjr art. Władysław Suryn                  | XI 1927 – III 1930                | dowódca dyonu 1 pap Leg.                         |
| mjr art. Ludwik Sawicki                   | III 1930 – IV 1933                | dowódca III/9 pal                                |
| mjr art. Jan Szuster                      | VI 1933 – XI 1935                 | dowódca dyonu                                    |
| mjr art. Józef Jedynakiewicz              | XI 1935 – 1939                    |                                                  |
| 22 Pułk Artylerii Lekkiej                 |                                   |                                                  |
| mjr art. Konstanty Heumann                | 1 VIII 1924 – I 1927              | dowódca II dyonu                                 |
| kpt. / mjr art. Michał Bleicher           | I 1927 – I 1930                   | rejonowy inspektor koni Inowrocław               |
| mjr art. Edward Drzniewicz                | III 1930 –                        | stan spoczynku                                   |
| mjr art. mgr Józef Jarecki                | 1 VIII 1931 – 1 V 1934            | dowódca dyonu                                    |
| mjr art. Anastazy Albert Makowski         | 1 V 1934 – 1938                   | zastępca dowódcy 30 pal                          |
| mjr art. Czesław Pieniążek-Odrowąż        | 1938 – 31 VIII 1939               | dowódca 50 dal                                   |
| 23 Pułk Artylerii Lekkiej                 |                                   |                                                  |
| kpt. art. Alfred Chmelik                  | XII 1925 –                        |                                                  |
| kpt. art. Józef Dancewicz                 | p.o. XII 1926 – VI 1927           | zwolniony ze stanowiska                          |
| mjr art. Teofil Tomaszewski               | VI 1927 – XII 1929                | rejonowy inspektor koni Zamość                   |
| mjr art. Antoni Korzeniowski              | III 1930 – VI 1934                | dowódca dyonu                                    |
| mjr art. Janusz Muszyński                 | VI – †1 VIII 1934                 |                                                  |
| mjr art. Franciszek Talarczyk             | VIII 1935 – 1939                  |                                                  |
| 24 Pułk Artylerii Lekkiej                 |                                   |                                                  |
| mjr art. Wacław Młodzianowski             | 1 VIII 1924 – VI 1925             | dowódca III/8 pap                                |
| kpt. art. Stefan Kopecki                  | p.o. VIII 1925 –                  |                                                  |
| mjr art. inż. Józef Kleiber               | 1928 – IV 1929                    | zastępca dowódcy dyonu pom. art.                 |
| mjr art. Zygmunt Kaznowski                | III 1930 – III 1932               | dowódca dyonu                                    |
| mjr art. Stefan Kopecki                   | III 1932 – IV 1935                | dowódca dyonu                                    |
| mjr art. Tadeusz Michałowski              | IV 1935 – VIII 1938               | I zastępca dowódcy 24 pal                        |
| mjr art. Józef Krzeptowski                | do VIII 1938                      | dowódca II dyonu                                 |
| 25 Pułk Artylerii Lekkiej                 |                                   |                                                  |
| mjr art. Kazimierz Szablikowski           | od 1 VIII 1924                    |                                                  |
| mjr art. Bernard Szczepański              | do X 1927                         | dowódca II dyonu                                 |
| mjr art. Stanisław Eugeniusz Budzianowski | XI 1927 – IV 1929                 | komendant Obozu Ćwiczebnego Pohulanka            |
| kpt. art. Stanisław I Konasiewicz         | p.o.                              |                                                  |
| mjr art. Bernard Szczepański              | III 1930 – III 1932               | dowódca dyonu 12 pal                             |
| mjr art. Jan Olimpiusz Kamiński           | III 1932 – IV 1935                | dowódca I dyonu                                  |
| mjr / ppłk art. Józef Jakub Nowak         | IV 1935 – VIII 1939               | dowódca III dyonu                                |
| 26 Pułk Artylerii Lekkiej                 |                                   |                                                  |
| kpt. / mjr art. Stanisław Drouet          | 15 VII 1924 – III 1927            | dowódca III/8 pap, †1940 Charków                 |
| mjr art. Witold I Kamiński                | III 1927 – IV 1928                | dowódca I dyonu                                  |
| mjr art. Jan Józef Bigocki                | IV 1928 – VIII 1929               | dyspozycja dowódcy OK IV, †1940 Charków          |
| kpt. art. Ludwik Grzywa                   | I 1930 – II 1931                  | kurs doskonalący oficerów art., †1940 Charków    |
| kpt. art. Mieczysław Dratwa               | III 1931 – IV 1933                | 26 Dywizja Piechoty, †1940 Charków               |
| mjr art. mgr Janusz Grzesło               | V 1933 – 15 VIII 1935             | dowódca III/9 pal                                |
| mjr art. Ludwik Iwaszko                   | VIII 1935 – IX 1937               | komendant Obozu Ćwiczeń Biedrusko                |
| mjr art. Stanisław Hieronim Milli         | X 1937 – 7 VII 1939               | dowódca Oddziału Pozostałego 26 pal              |
| 27 Pułk Artylerii Lekkiej                 |                                   |                                                  |
| kpt. art. dr Franciszek Grzesik           | 15 VII 1924 –                     | dowódca II/6 pap                                 |
| mjr art. Stanisław Hrebenda               | 15 III 1925 – V 1926              | dowódca III dyonu                                |
| kpt. / mjr art. Adam Dutkiewicz           | 15 V 1926 – IV 1928               | dowódca II/8 pap                                 |
| mjr art. Karol Pasternak                  | IV 1928 – III 1930                | I oficer sztabu 9 Grupy Artylerii                |
| mjr art. Stanisław Hrebenda               | III – 31 VII 1930                 | dowódca dyonu                                    |
| mjr art. Ignacy Bączkowski                | III 1931 – VI 1933                | dowódca dyonu                                    |
| mjr art. Witold Kitkiewicz                | od VI 1933                        |                                                  |
| mjr art. mgr Kazimierz Sobolewski         | do 31 VIII 1939                   | dowódca 52 dal                                   |
| 28 Pułk Artylerii Lekkiej                 |                                   |                                                  |
| mjr art. Bohdan Bujwid                    | 15 VII 1924 –                     |                                                  |
| mjr art. rez. Karol Czichowski            | XI 1925 – I 1927                  | kwatermistrz 9 dak                               |
| mjr art. Alfred Chmelik                   | I 1927 → XII 1929                 | rejonowy inspektor koni Dęblin                   |
| mjr art. Zygmunt Kunisz                   | do IV 1933                        | dowódca dyonu                                    |
| mjr art. Bolesław Jodkowski               | od IV 1933                        | stan spoczynku                                   |
| mjr art. Kazimierz Kwaśniewicz            | do VIII 1939                      | dowódca Oddziału Zbierania Nadwyżek 28 pal       |
| 29 Pułk Artylerii Lekkiej                 |                                   |                                                  |
| kpt. art. Bolesław Jodkowski              | 1 VII 1924 – IV 1928              | dowódca III/5 pap                                |
| mjr art. Tomasz Kuśmierek                 | IV 1928 – XII 1929                | zwolniony ze stanowiska                          |
| mjr art. Michał Langenfeld                | III 1930 – XII 1932               | dowódca I dyonu                                  |
| mjr art. Kazimierz I Radzikowski          | od XII 1932                       |                                                  |
| mjr art. Stefan Świnarski                 | 1939                              |                                                  |
| 30 Pułk Artylerii Lekkiej                 |                                   |                                                  |
| mjr art. dr Karol Władysław Mikołajczyk   | 15 VII 1924 – IX 1925             | dowódca I dyonu                                  |
| mjr art. Władysław Ołtarzewski            | IX 1925 –                         |                                                  |
| mjr art. Leon II Dąbrowski                | 1928 – IV 1929                    | zastępca dowódcy 16 pap                          |
| mjr art. Włodzimierz Nałęcz-Gembicki      | III 1930 – I 1931                 | zastępca dowódcy 10 pac                          |
| mjr art. Stanisław Giebułtowicz           | III 1931 – III 1932               | zastępca dowódcy 30 pal                          |
| mjr art. Kazimierz Cepryński-Ciekawy      | VI 1933 – †9 IV 1936              |                                                  |
| mjr / ppłk art. Adam Józef Riedl          | VI 1936 – VII 1938                | I zastępca dowódcy 7 pac                         |
| mjr art. Leonard Bursa                    | 1939                              | †1940 Charków                                    |
| 31 Pułk Artylerii Lekkiej                 |                                   |                                                  |
| mjr art. Konstanty Pietruszyński          | I 1928 – III 1929                 | p.o. kierownika I referatu PKU Łuck              |
| mjr art. Tadeusz Antoni Janowski          | III 1930 – VI 1934                | dowódca dyonu                                    |
| mjr art. Kazimierz Singer                 | od VI 1934                        | dowódca III/9 pal w Białej Podlaskiej            |
| mjr art. Józef Paszkiewicz                | do 30 VIII 1939                   | dowódca Oddziału Zbierania Nadwyżek 31 pal       |
| 32 Dywizjon Artylerii Lekkiej             |                                   |                                                  |
| mjr art. Stefan Hernik                    | do VIII 1939                      | dowódca 41 dal                                   |
| 33 Dywizjon Artylerii Lekkiej             |                                   |                                                  |
| kpt. art. Jan II Nowicki                  | był w III 1939                    | oficer sztabu dowódcy artylerii dywizyjnej 35 DP |

## Artyleria ciężka
| Stopień, imię i nazwisko                          | Okres pełnionej funkcji           | Kolejne stanowisko służbowe (dalsze losy) |
| 1 Pułk Artylerii Ciężkiej (II RP)                 | 1 Pułk Artylerii Ciężkiej (II RP) | 1 Pułk Artylerii Ciężkiej (II RP)         |
| ------------------------------------------------- | --------------------------------- | ----------------------------------------- |
| mjr art. Wiktor Piniński                          | do 1 VI 1925                      | dowódca III dyonu                         |
| mjr art. Dominik Zamieński                        | VI 1925 – X 1927                  | dowódca dyonu                             |
| mjr art. Kazimierz Bontani                        | od XI 1927                        |                                           |
| mjr art. Tadeusz Skrzyński                        | do XII 1934                       | dowódca dyonu                             |
| mjr art. Wojciech Pluta                           | XII 1934 – 1938                   | zastępca dowódcy 21 pal                   |
| mjr art. Michał Kubicki                           | do VIII 1939                      | dowódca 47 dac                            |
| 2 Pułk Artylerii Ciężkiej                         |                                   |                                           |
| mjr art. Stanisław IV Zieliński                   | 1924                              |                                           |
| mjr art. Bolesław Dyoniziak (Dioniziak)           | do IX 1926                        | dowódca I dyonu                           |
| mjr art. Stanisław IV Zieliński                   | IX 1926 – VII 1929                | rejonowy inspektor koni Chełm             |
| mjr art. Stanisław II Ciechanowicz                | od III 1930                       |                                           |
| mjr art. Henryk Aleksander Nartowski              | 26 IX 1934 – VII 1935             | dyspozycja dowódcy OK II                  |
| mjr art. Adam Jankowski                           | 1939                              | dowódca II/2 pac, †1940 Charków           |
| 3 Pułk Artylerii Ciężkiej                         |                                   |                                           |
| mjr rez. art. pow. do sł. czyn. Franciszek Fielek | od 1 VII 1924                     |                                           |
| mjr art. Włodzimierz Lewgowd                      | II 1927 – IV 1929                 | zastępca dowódcy 5 pac                    |
| mjr art. Józef Zbigniew Lankau                    | III 1930 – VI 1933                | dowódca dyonu                             |
| mjr art. Romuald Skupiński                        | VI 1933 – 1939                    | dowódca I/3 pac                           |
| 4 Pułk Artylerii Ciężkiej                         |                                   |                                           |
| kpt. art. Stefan Guzera                           | p.o. 15 VII 1924 – VI 1925        | gospodarz Oficerskiej Szkoły Artylerii    |
| mjr art. Kazimierz Weryński                       | XI 1927 – IV 1929                 | zastępca dowódcy 4 pac                    |
| por. art. Stanisław Rembalski                     | p.o. VIII – IX 1929               |                                           |
| kpt. art. Ludwik Wojciechowski                    | p.o. IX 1929 – IV 1930            |                                           |
| mjr art. Kazimierz Kozicz                         | III 1930 – IV 1935                | dowódca dyonu                             |
| mjr art. Zygmunt Kunisz                           | IV 1935 – VIII 1939               | dowódca I/4 pac, †1940 Charków            |
| 5 Pułk Artylerii Ciężkiej                         |                                   |                                           |
| mjr / ppłk art. Feliks Harasymowicz               | 15 VII 1924 – X 1925              | dowódca III dyonu                         |
| mjr art. Jan Stanisław Minor                      | od X 1925                         | dowódca II dyonu                          |
| mjr art. Franciszek Rosiek                        | 1928 – IV 1929                    | stan spoczynku z dniem 31 V 1929          |
| mjr art. Zenon Staszek                            | III 1930 – III 1932               | dowódca dyonu                             |
| mjr art. Józef I Ziemiański                       | od III 1932                       | stan spoczynku z awansem na ppłk art.     |
| mjr art. Stanisław Szancer                        | do 24 VIII 1939                   | dowódca 95 dac                            |
| 6 Pułk Artylerii Ciężkiej                         |                                   |                                           |
| mjr art. Franciszek Szechiński                    | 1924 – 1 V 1925                   | dowódca III dywizjonu                     |
| mjr art. Mikołaj Ordyczyński                      | 1 V 1925 – ?                      | dyon szkol. art. DOK VI                   |
| mjr art. Gwido Arnold Reichenberg                 | do X 1927                         | dowódca II dyonu, †1940 Katyń             |
| mjr art. Jan Teuchman                             | XI 1927 – IV 1928                 | kwatermistrz Szkoły Gazowej               |
| mjr art. inż. Tadeusz Marian Kruszyński           | IV 1928 – III 1930                | dowódca 6 sdaplot.                        |
| mjr art. Bohdan Jakubowski                        | III 1930 – 15 V 1931              | dowódca dyonu 7 pap                       |
| mjr art. Tadeusz Frączek                          | 1 V 1931 – 14 IV 1934             | dowódca III dywizjonu                     |
| mjr art. Stanisław Domiczek                       | 7 VI 1934 – 1939                  | dowódca 20 dac (wojennego)                |
| 7 Pułk Artylerii Ciężkiej                         |                                   |                                           |
| mjr art. Edward Przybylski                        | do XII 1925                       | dowódca I dyonu                           |
| mjr art. Tadeusz II Szulc                         | XII 1925 – X 1927                 | dowódca II dyonu, zastępca dowódcy 7 pac  |
| mjr art. Bronisław Piniecki                       | XI 1927 – 1 VIII 1929             | dowódca dyonu                             |
| mjr art. Jan Michalik                             | do IV 1933                        | dowódca dyonu                             |
| ppłk art. Edmund Bartkowski                       | IV 1933 – X 1934                  | zastępca dowódcy 17 pal                   |
| mjr art. Wacław Albrecht                          | od X 1934                         |                                           |
| mjr art. inż. Jerzy Bolechowski                   | 1939                              |                                           |
| 8 Pułk Artylerii Ciężkiej                         |                                   |                                           |
| mjr art. Józef Henryk Owczarzak                   | 1924 – I 1926                     | dowódca I dyonu                           |
| mjr / ppłk art. Mirosław Włodzimierz Brodziński   | I – X 1926                        | dowódca I dyonu                           |
| mjr art. Leon Pietkiewicz                         | X 1926 – III 1930                 | dowódca dyonu 5 pac                       |
| mjr art. Juliusz Gromczakiewicz                   | IV 1930 – VI 1933                 | dowódca dyonu                             |
| mjr / ppłk art. Jan Chylewski                     | od VI 1933 – VI 1934              | zastępca dowódcy 2 pac                    |
| mjr art. Stanisław II Boryczko                    | VI 1934 – ?                       | dowódca I dyonu 25 pal                    |
| mjr art. Marian Taczak                            | do 24 VIII 1939                   | dowódca 88 dac, †1940 Charków             |
| 9 Pułk Artylerii Ciężkiej                         |                                   |                                           |
| mjr art. Lucjan Bastgen                           | 15 VII 1924 – VIII 1925           | dowódca III dyonu                         |
| mjr art. Aleksander Sumczyński                    | VIII 1925 – XI 1928               | dowódca III dyonu                         |
| mjr art. Edward Czerny                            | XI 1928 – IV 1929                 | zastępca dowódcy pułku                    |
| mjr art. Leon Fryc vel Fritz                      | od III 1930                       | dowódca III dyonu                         |
| mjr art. Franciszek Schmidt vel Schmid            | 1939                              | niemiecka niewola                         |
| 10 Pułk Artylerii Ciężkiej                        |                                   |                                           |
| mjr art. Ferdynand Müllner                        | 1 VIII 1924 – ?                   |                                           |
| mjr art. Andrzej Popowicz                         | do VIII 1926                      | asystent wykładowcy w SSArt.              |
| mjr art. Stanisław Sigmund                        | VIII 1926 – XI 1928               | dowódca dyonu 7 pal                       |
| mjr art. Bronisław Blumski                        | VI 1933 – †27 III 1935            |                                           |
| mjr art. mgr Józef Jarecki                        | IV 1935 – VIII 1939               | niemiecka niewola, Oflag VI E Dorsten     |

## Artyleria konna
| Stopień, imię i nazwisko                            | Okres pełnionej funkcji     | Kolejne stanowisko służbowe (dalsze losy) |
| 1 Dywizjon Artylerii Konnej                         | 1 Dywizjon Artylerii Konnej | 1 Dywizjon Artylerii Konnej               |
| --------------------------------------------------- | --------------------------- | ----------------------------------------- |
| mjr art. Leon Sulkiewicz                            | 1 VI 1924 – V 1927          | dowódca 6 dak                             |
| mjr dypl. art. Stefan Brzeszczyński                 | VI 1927 – IV 1929           | GISZ                                      |
| kpt. adm. (art.) Mieczysław Anastazy Kamiński       | 1939                        |                                           |
| 2 Dywizjon Artylerii Konnej                         |                             |                                           |
| mjr art. Włodzimierz Jerzy Weber                    | 1 VI 1924 –                 |                                           |
| kpt. art. Leon Bukojemski                           | 3 XI 1926 – 30 IX 1927      | dowódca 3/2 dak                           |
| mjr art. Stanisław Dembiński                        | VI 1927 –                   |                                           |
| kpt. adm. (art.) Tadeusz Wacław Stanisław Pluciński | 1939                        | OZ Art. Konnej nr 2 †1940 Charków         |
| 3 Dywizjon Artylerii Konnej                         |                             |                                           |
| kpt. / mjr art. Konstanty Ważyński                  | 1 VI 1924 –                 |                                           |
| kpt. art. Zygmunt Lewandowski                       | I 1927 – IV 1928            | dowódca III/4 pap                         |
| kpt. Edward Błaszczyk                               | p.o. IV 1928 –              |                                           |
| kpt. art. Józef Szyszko                             | 1939                        | OZ Art. Konnej nr 3                       |
| 4 Dywizjon Artylerii Konnej                         |                             |                                           |
| kpt. / mjr art. Ludomir Kryński                     | 1 VI 1924 – X 1927          | dowódca I/12 pap                          |
| mjr art. Henryk Kwarciński                          | XI 1927 – IV 1929           | zastępca dowódcy 8 pal                    |
| 5 Dywizjon Artylerii Konnej                         |                             |                                           |
| mjr art. Wojciech Stachowicz                        | 1 VI 1924 – X 1927          | dowódca I/5 pac                           |
| kpt. / mjr art. Edward Peszkowski                   | XI 1927 – III 1930          | dowódca dyonu 1 pag                       |
| kpt. art. Witold II Zajączkowski                    | 1939                        | OZ Art. Konnej nr 2 †1940 Charków         |
| 6 Dywizjon Artylerii Konnej                         |                             |                                           |
| kpt. art. inż. Stanisław Kopański                   | 1 VI 1924 –                 |                                           |
| mjr art. Konstanty Antoni Adam Hartingh             | od XII 1924                 | rejonowy inspektor koni Starogard         |
| kpt. art. Stanisław Szewalski                       | 1939                        |                                           |
| 7 Dywizjon Artylerii Konnej                         |                             |                                           |
| kpt. art. Mieczysław Reutt                          | 1 VI 1924 –                 |                                           |
| mjr art. Michał Dubowik                             | VIII 1925 – X 1927          | dowódca III/14 pap                        |
| mjr art. Stanisław Uziembło                         | XI 1927 –                   |                                           |
| mjr art. Feliks Wróbel                              | III 1934 – ?                | dowódca III/19 pal                        |
| kpt. art. Paweł Dąbski-Nerlich                      | 1939                        | oficer zwiadowczy 7 dak                   |
| 9 Dywizjon Artylerii Konnej                         |                             |                                           |
| mjr art. Michał Dubowik                             | 1 VI 1924 – VIII 1925       | kwatermistrz 7 dak                        |
| kpt. art. Zygmunt Lewandowski                       | VIII 1925 – I 1927          | p.o. kwatermistrza 3 dak                  |
| mjr art. rez. Karol Czichowski                      | I 1927 –                    |                                           |
| mjr art. Izydor Kowalewski                          | do IV 1928                  | dowódca II/14 pap                         |
| mjr art. Zygmunt Kapsa                              | IV 1928 – III 1931          | dowódca dyonu 26 pal                      |
| kpt. art. Eugeniusz Pepłowski                       | był w 1934                  | dyspozycja dowódcy OK IX                  |
| kpt. art. Aleksander Czapliński                     | 1939                        | dowódca 1/14 dak                          |
| 10 Dywizjon Artylerii Konnej                        |                             |                                           |
| mjr art. Józef Siobowicz                            | XI 1927 –                   |                                           |
| 11 Dywizjon Artylerii Konnej                        |                             |                                           |
| kpt. / mjr art. Adam Iwaszkiewicz                   | V 1924 – X 1927             | dowódca III/15 pap                        |
| mjr art. Adam Skałkowski                            | do VI 1927                  | dowódca II/15 pap                         |
| mjr art. Władysław Bednarski                        | XI 1927 –                   |                                           |
| kpt. adm. (art.) Jan III Borowski                   | 1939                        |                                           |
| 12 Dywizjon Artylerii Konnej                        |                             |                                           |
| kpt. / mjr art. Zygmunt Bohdanowski                 | V 1924 – X 1927             | dowódca I/9 pap                           |
| mjr art. Tadeusz Olgierd Kozakiewicz                | XI 1927 – XII 1929          | rejonowy inspektor koni Jarosław          |
| mjr art. Tadeusz Rohoziński                         | III 1931 – IV 1933          | dowódca dyonu 7 pal                       |
| 13 Dywizjon Artylerii Konnej                        |                             |                                           |
| mjr SG Stanisław Jakub Sokołowski                   | V 1924 –                    |                                           |
| kpt. art. Wacław Brzozowski                         | p.o. I 1926 – XII 1929      | 18 pap                                    |
| mjr art. Lucjan Chrystowski                         | 1939                        | dowódca 62 dal, † 1940, Charków           |
| 14 Dywizjon Artylerii Konnej                        |                             |                                           |
| kpt. / mjr art. Sergiusz Połoński                   | 1 VI 1924 – †10 X 1926      |                                           |
| kpt. art. Michał Wołczaski                          | XI 1926 – był w 1928        |                                           |
| kpt. art. Szczęsny Rawicz                           | 1939                        |                                           |

## Artyleria najcięższa, motorowa i górska
| Stopień, imię i nazwisko                                                   | Okres pełnionej funkcji      | Kolejne stanowisko służbowe (dalsze losy) |
| 1 Pułk Artylerii Najcięższej                                               | 1 Pułk Artylerii Najcięższej | 1 Pułk Artylerii Najcięższej              |
| -------------------------------------------------------------------------- | ---------------------------- | ----------------------------------------- |
| mjr art. Bronisław Nowakowski                                              | 1939                         |                                           |
| 1 Pułk Artylerii Motorowej                                                 |                              |                                           |
| mjr art. Józef Hildebrandt                                                 | 1939                         |                                           |
| 1 Pułk Artylerii Górskiej                                                  |                              |                                           |
| kpt. art. Władysław Litwicki                                               | 1924                         |                                           |
| mjr art. Wacław Lewański                                                   | od VI 1925                   |                                           |
| 2 Pułk Artylerii Górskiej (w latach 1926–1931 – 1 Pułk Artylerii Górskiej) |                              |                                           |
| mjr art. Sylwester Jan Seidel                                              | do XI 1926                   | dowódca I dyonu                           |
| kpt. art. Emil Rudolf Loos                                                 | p.o. od XI 1926              |                                           |
| kpt. art. Janusz Muszyński                                                 | 1928                         |                                           |

## Artyleria przeciwlotnicza
| Stopień, imię i nazwisko             | Okres pełnionej funkcji           | Kolejne stanowisko służbowe (dalsze losy) |
| 1 Pułk Artylerii Przeciwlotniczej    | 1 Pułk Artylerii Przeciwlotniczej | 1 Pułk Artylerii Przeciwlotniczej         |
| ------------------------------------ | --------------------------------- | ----------------------------------------- |
| mjr art. Stanisław Czerepiński       | 1 VI 1924 – I 1926                | dowódca I dyonu                           |
| mjr art. Gustaw Aureliusz Deisenberg | I 1926 – VI 1927                  | dyspozycja dowódcy pułku                  |
| mjr art. Bolesław Jacyna             | 1928 – IV 1929                    | zastępca dowódcy 10 pap                   |
| mjr art. Wiesław Sokołowski          | III 1930 – VI 1933                | dowódca dyonu                             |
| mjr art. Eugeniusz Królikowski       | VI 1933 – VI 1934                 | dowódca 5 daplot                          |
| mjr art. Wiesław Sokołowski          | VI 1934 – 1939                    | †1940 Charków                             |

## Pomiary artylerii
| Stopień, imię i nazwisko         | Okres pełnionej funkcji       | Kolejne stanowisko służbowe (dalsze losy) |
| 1 Dywizjon Pomiarów Artylerii    | 1 Dywizjon Pomiarów Artylerii | 1 Dywizjon Pomiarów Artylerii             |
| -------------------------------- | ----------------------------- | ----------------------------------------- |
| kpt. art. Mikołaj Pac-Pomarnacki | 1939                          |                                           |
| 2 Dywizjon Pomiarów Artylerii    |                               |                                           |
| mjr art. Witold Grabiański       | 1939                          |                                           |

## Szkoły
| Stopień, imię i nazwisko       | Okres pełnionej funkcji       | Kolejne stanowisko służbowe (dalsze losy) |
| Szkoła Podchorążych Artylerii  | Szkoła Podchorążych Artylerii | Szkoła Podchorążych Artylerii             |
| ------------------------------ | ----------------------------- | ----------------------------------------- |
| mjr art. Wacław Lewański       | 1924 – VI 1925                | kwatermistrz 1 pag                        |
| mjr art. Stefan Guzera         | VI 1925 – 1926                |                                           |
| mjr art. Rudolf Ostrihansky    | 1926 – 1929                   |                                           |
| kpt. art. Lucjan I Jagodziński | p.o. 1929 – 1931              |                                           |
| kpt. art. Kazimierz Wolbek     | p.o. 1931 – 1932              |                                           |
| kpt. adm. (art.) Czesław Łamek | 1933 – 1939                   |                                           |